# International Association of Lawyers against Nuclear Arms
Die International Association of Lawyers against Nuclear Arms (IALANA) ist eine 1988 gegründete Organisation von Rechtsanwälten, die sich für die vollständige Beseitigung von Nuklearwaffen, die Stärkung internationalen Rechts und die friedliche Beilegung internationaler Konflikte engagiert.

## Ziele
Die IALANA unterstützt die am 8. Juli 1996 vom Internationalen Gerichtshof vor der Generalversammlung der UN präsentierte Advisory Opinion, der zufolge der Einsatz und die Bedrohung durch Nuklearwaffen internationalem Recht widersprechen. Die Organisation war weiterhin federführend an der Planung der Nuklearwaffenkonvention beteiligt, einem Programm zum Verbot der Entwicklung, Produktion, Lagerung, des Transports und des Einsatzes von Nuklearwaffen.
Die Organisation ist offizielle Mitunterstützerin der überwachungskritischen Datenschutzdemonstration Freiheit statt Angst, die seit 2006 in Deutschland stattfindet.

## Organisation
Die Mitglieder der IALANA sind Rechtsanwaltsorganisationen oder Rechtsanwalts-Einzelpersonen, die die Ziele der Organisation unterstützen. Nicht-Anwaltsorganisationen können einen Beobachterstatus erhalten, sind jedoch nicht stimmberechtigt. Höchstes Organ der IALANA ist die Generalversammlung, die sich aus Repräsentanten ihrer Mitgliedsorganisationen zusammensetzt. Präsidenten der Organisation sind der deutsche Rechtsanwalt Peter Becker und Takeya Sasaki, Geschäftsführer ist Lucas Wirl. Gegründet wurde die deutsche Sektion im Jahre 1989 von Peter Becker und Herta Däubler-Gmelin.

## Vorstand

### Präsidium
(Quelle:)
- Peter Becker – seit 2011
- Takeya Sasaki

### Schatzmeister
- Otto Jäckel

### Vize-Präsidenten
- Pascquale Policastro
- Phon van den Biesen
- Kenji Urata

### Sekretär
- Daniel Rietiker

### Direktoren
- Joachim Lau
- Bev Delong
- Stig Gustafsson
- Frederik Heffermehl
- Fabio Marcelli
- Nasila Rembe
- Teresa Freixes
- Mark Entin
- Andrew Lichterman
- Matt Robson
- Alan Webb
- Toshinori Yamada
- Luis Roberto Zamora Bolanos
- John Burroughs, Direktor / UN-Kontakt
- Peter Weiss, Direktor / emeritierter Präsident
- Emilie Gaillard
- Lucas Wirl, internationaler Geschäftsführer / europäisches Büro
- Saul Mendlovitz, UN-Kontakt

### Berater
- Alyn Ware

## Hauptbüro und Filialen
Das Hauptbüro befindet sich in Berlin, ein Büro in Auckland/Neuseeland (Pazifik-Büro) und das Vereinte-Nationen-Büro in New York City/USA. Es gibt Filialen in der ganzen Welt, darunter in Costa Rica, Kanada, Deutschland, Italien, Japan, Neuseeland, Polen, Schweiz und den USA.